# Ayşegül Günay
Ayşegül Günay (İzmit, 26 ottobre 1992) è una cestista turca.

## Carriera
Con la Turchia ha disputato i Campionati europei del 2013.